# Leonardo Gil
Leonardo Roque Albano Gil Chiguay (Río Gallegos, 31 de mayo de 1991), conocido como el Colo Gil, es un futbolista profesional argentino nacionalizado chileno que se desempeña como volante mixto en Huracán, de la Primera División de Argentina.

## Biografía
Nacido en Río Gallegos, tuvo como primer entrenador a Rubén Darío en la escuelita del Lucho Fernández, en el gimnasio municipal. Pasó por Ferro, Boxing, hasta llegar a CAI para terminar con su formación. Debutó profesionalmente el 3 de octubre de 2009, ingresando en el segundo tiempo de un partido ante Independiente Rivadavia válido por la Primera B Nacional, que terminó con derrota 0:1. Se convirtió en un titular habitual las siguientes dos campañas, en las cuales su equipo descendió consecutivamente.
En julio de 2012, fue cedido a Olimpo de la Primera B Nacional por una temporada. Tras una destacada campaña, en la que contribuyó con 5 goles en 35 partidos, logró el ascenso a la Primera División de Argentina.  
En enero de 2015, es anunciado como nuevo jugador de Estudiantes de la Plata, que adquirió la mitad de sus derechos federativos. Tras no lograr obtener regularidad, además de protagonizar un accidente automovilístico manejando bajo los efectos del alcohol en junio de 2016, al mes siguiente es cedido por una temporada a Talleres de Córdoba.
En julio de 2017 fue adquirido por Rosario Central, formando parte al año siguiente del plantel campeón de la Copa Argentina, siendo uno de los volantes centrales titulares en todos los partidos, además de ser muy valorado por su pegada en las pelotas detenidas que finalizaron en goles.
En enero de 2020, fue transferido al Al-Ittihad de la Liga Profesional Saudí. En diez meses con el club, jugó 15 partidos, incluyendo dos por el Campeonato de Clubes Árabes. 
En octubre de 2020 fue cedido al Vasco da Gama de la Serie A brasileña, donde jugó 19 partidos, sin poder influir en el rendimiento de su equipo que terminó descendiendo a la Serie B. 
El 19 de marzo de 2021 es anunciado como nuevo jugador de Colo-Colo de la Primera División chilena cedido por una temporada. Tras una destacada actuación, coronada con el título de Copa Chile y un subcampeonato local, en enero de 2022 se anuncia su transferencia definitiva al conjunto albo.

## Selección nacional
Debido a que su abuela es chilena, además de tener tíos y primos que viven en Concepción y Puerto Natales, puede representar internacionalmente tanto a Argentina como a Chile. En abril de 2019, obtuvo la nacionalidad chilena.
En 2011 fue convocado a la preselección argentina sub-20 que dirigía Walter Perazzo.
En 2015, Jorge Sampaoli sondeó la posibilidad de llamarlo para la selección shilena absoluta, con vistas a las clasificatorias para Rusia 2018. Tras años de seguimiento, el 4 de mayo de 2021, fue nominado por el técnico de la selección chilena, Martín Lasarte, para el microciclo a realizarse entre el 10 y 12 de mayo del mismo año.

## Estadísticas

### Clubes
| CAI Argentina                     | 2.ª              | 2008-09          | 1   | 0  | 0  | —  | — | — | —  | — | — | 1   | 0  | 0  | 0.00 |
| CAI Argentina                     | 2.ª              | 2009-10          | 1   | 0  | 0  | —  | — | — | —  | — | — | 1   | 0  | 0  | 0.00 |
| CAI Argentina                     | 2.ª              | 2010-11          | 33  | 0  | 0  | —  | — | — | —  | — | — | 33  | 0  | 0  | 0.00 |
| CAI Argentina                     | 3.ª              | 2011-12          | 26  | 1  | 0  | —  | — | — | —  | — | — | 26  | 1  | 0  | 0.04 |
| CAI Argentina                     | Total club       | Total club       | 61  | 1  | 0  | 0  | 0 | 0 | 0  | 0 | 0 | 61  | 1  | 0  | 0.02 |
| Olimpo Argentina                  | 2.ª              | 2012-13          | 35  | 5  | 0  | 4  | 1 | 0 | —  | — | — | 39  | 6  | 0  | 0.15 |
| Olimpo Argentina                  | 1.ª              | 2013-14          | 38  | 1  | 4  | 1  | 0 | 0 | —  | — | — | 39  | 1  | 4  | 0.03 |
| Olimpo Argentina                  | 1.ª              | 2014             | 18  | 0  | 1  | —  | — | — | —  | — | — | 18  | 0  | 1  | 0.00 |
| Olimpo Argentina                  | Total club       | Total club       | 91  | 6  | 5  | 5  | 1 | 0 | 0  | 0 | 0 | 96  | 7  | 5  | 0.07 |
| Estudiantes de La Plata Argentina | 1.ª              | 2015             | 21  | 0  | 2  | 1  | 0 | 0 | 9  | 0 | 0 | 31  | 0  | 2  | 0.00 |
| Estudiantes de La Plata Argentina | 1.ª              | 2016             | 9   | 0  | 0  | —  | — | — | —  | — | — | 9   | 0  | 0  | 0.00 |
| Estudiantes de La Plata Argentina | Total club       | Total club       | 30  | 0  | 2  | 1  | 0 | 0 | 9  | 0 | 0 | 40  | 0  | 2  | 0.00 |
| Talleres Argentina                | 1.ª              | 2016-17          | 29  | 2  | 3  | 1  | 0 | 0 | —  | — | — | 30  | 2  | 3  | 0.07 |
| Talleres Argentina                | Total club       | Total club       | 29  | 2  | 3  | 1  | 0 | 0 | 0  | 0 | 0 | 30  | 2  | 3  | 0.07 |
| Rosario Central Argentina         | 1.ª              | 2016-17          | —   | —  | —  | 2  | 0 | 1 | —  | — | — | 2   | 0  | 1  | 0.00 |
| Rosario Central Argentina         | 1.ª              | 2017-18          | 22  | 0  | 7  | 5  | 0 | 1 | 1  | 0 | 0 | 28  | 0  | 8  | 0.00 |
| Rosario Central Argentina         | 1.ª              | 2018-19          | 19  | 2  | 5  | 2  | 0 | 0 | 4  | 0 | 1 | 25  | 2  | 6  | 0.08 |
| Rosario Central Argentina         | 1.ª              | 2019-20          | 16  | 1  | 4  | —  | — | — | —  | — | — | 16  | 1  | 4  | 0.06 |
| Rosario Central Argentina         | Total club       | Total club       | 57  | 3  | 16 | 9  | 0 | 2 | 5  | 0 | 1 | 71  | 3  | 19 | 0.04 |
| Al-Ittihad Arabia Saudita         | 1.ª              | 2019-20          | 13  | 1  | 3  | —  | — | — | 2  | 0 | 0 | 15  | 1  | 3  | 0.07 |
| Al-Ittihad Arabia Saudita         | Total club       | Total club       | 13  | 1  | 3  | 0  | 0 | 0 | 2  | 0 | 0 | 15  | 1  | 3  | 0.07 |
| Vasco Da Gama · Brasil            | 1.ª              | 2020             | 19  | 0  | 3  | —  | — | — | 4  | 0 | 0 | 23  | 0  | 3  | 0.00 |
| Vasco Da Gama · Brasil            | Total club       | Total club       | 19  | 0  | 3  | 0  | 0 | 0 | 4  | 0 | 0 | 23  | 0  | 3  | 0.00 |
| Colo-Colo · Chile                 | 1.ª              | 2020             | —   | —  | —  | 1  | 1 | 0 | —  | — | — | 1   | 1  | 0  | 1    |
| Colo-Colo · Chile                 | 1.ª              | 2021             | 29  | 8  | 4  | 6  | 0 | 0 | —  | — | — | 35  | 8  | 4  | 0.23 |
| Colo-Colo · Chile                 | 1.ª              | 2022             | 25  | 1  | 7  | 5  | 1 | 3 | 8  | 1 | 1 | 38  | 3  | 11 | 0.08 |
| Colo-Colo · Chile                 | 1.ª              | 2023             | 22  | 3  | 4  | 8  | 1 | 2 | 8  | 3 | 1 | 38  | 7  | 7  | 0.18 |
| Colo-Colo · Chile                 | 1.ª              | 2024             | 25  | 2  | 4  | 7  | 0 | 0 | 13 | 1 | 1 | 45  | 3  | 5  | 0.07 |
| Colo-Colo · Chile                 | Total club       | Total club       | 101 | 14 | 19 | 27 | 3 | 5 | 29 | 5 | 3 | 157 | 22 | 27 | 0.14 |
| Huracán Argentina                 | 1.ª              | 2025             | 23  | 1  | 2  | 3  | 1 | 0 | 5  | 0 | 1 | 31  | 2  | 3  | 0.04 |
| Huracán Argentina                 | Total club       | Total club       | 23  | 1  | 2  | 3  | 1 | 0 | 5  | 0 | 1 | 31  | 2  | 3  | 0,06 |
| Total en carrera                  | Total en carrera | Total en carrera | 424 | 28 | 53 | 45 | 5 | 7 | 54 | 5 | 5 | 521 | 38 | 65 | 0.07 |
| 1. 2. 3.                          |                  |                  |     |    |    |    |   |   |    |   |   |     |    |    |      |

## Palmarés

### Campeonatos nacionales
| Título             | Equipo          | País      | Año  |
| ------------------ | --------------- | --------- | ---- |
| Copa Argentina     | Rosario Central | Argentina | 2018 |
| Copa Chile         | Colo-Colo       | Chile     | 2021 |
| Supercopa de Chile | Colo-Colo       | Chile     | 2022 |
| Primera División   | Colo-Colo       | Chile     | 2022 |
| Copa Chile         | Colo-Colo       | Chile     | 2023 |
| Primera División   | Colo-Colo       | Chile     | 2024 |
| Supercopa de Chile | Colo-Colo       | Chile     | 2024 |